# Gryllotalpa wudangensis
Gryllotalpa wudangensis is een rechtvleugelig insect uit de familie veenmollen (Gryllotalpidae). De wetenschappelijke naam van deze soort is voor het eerst geldig gepubliceerd in 2007 door Li, Ma & Xu.